# M551 Sheridan
M551 Sheridan je bilo ameriško oklepno izvidniško/zračnoprevozno napadalno vozilo, ki je bilo poimenovano po generalu ameriške državljanske vojne Philipu Sheridanu. Zasnovano je bilo z zmožnostjo zračnega desanta in amfibijskega delovanja. Tank je bil opremljan s tehnološko naprednim, a težavnim 152-mm topom M81/M81E1, ki je istočasno deloval kot klasični tankovski top in lanser vodenih protitankovskih izstrelkov MGM-51 Shillelagh. Proizvodnja se je pričela leta 1966 in naslednje leto je bil tank sprejet v invertar Kopenske vojske ZDA. Na prošnje general Creightona Abramsa, poveljnika ameriških vojaških sil v Vietnamu, so januarja 1969 poslali Sheridane na vietnamsko bojišče. Aprila pa so Sheridane poslali še v Evropo in avgusta istega leta še v Korejo . Tank je bil najbolj množično uporabljen v Vietnamu in bil uporabljen še v operaciji Pravični vzrok (Panama) ter med zalivsko vojno (Kuvajt). 
V času vstopa Sheridanov v invertar leta 1966, ameriška kopenska vojska ni več uporabljala klasifikacije težkih, srednjih in lahkih topov. Leta 1960 je bil deaktiviran zadnji bataljon težkih tankov M103 in vpeljal novi tank M60 Patton, je Kopenska vojska ZDA vpeljala novo doktrino glavnega bojnega tanka; en tank, ki je pokril vse ostale vloge. Vseeno je v uporabi Kopenske nacionalne garde ZDA ostal lahki tank M41 Walker Bulldog, a v redni kopenski vojski so se držali doktrine glavnega bojnega tanka. Deloma zaradi te nove doktrine Sheridana ni bilo mogoče klasificirati kot lahki tank, zato je bil uradno označen kot oklepno izvidniško/zračnoprevozno napadalno vozilo.
Ko so Sheridana izvzeli iz uporabe, niso imeli nobenega drugega zračnoprevoznega tanka, ki je bil sposoben plavati. 